# 안톤 베르놀라크
안톤 베르놀라크(Anton Bernolák, 1762년 10월 3일 ~ 1813년 1월 15일)는 슬로바크인이자 언어학 로마 가톨릭교회 사제이다. 슬로바키아어 표준을 최초로 정립한 인물이다.
루좀베로크의 문법학교에서 1774년부터 1778년까지 공부했다. 나중에 빈 트르나바에서 공부하다가 1787년 브라티슬라바에서 신학을 배웠다.